# 2. općinska nogometna liga Virovitica 1984./85.
"2. općinska nogometna liga Virovitica" za sezonu 1984./85. je bila liga sedmog stupnja nogometnog prvenstva SFRJ. 
 
Sudjelovalo je 10 klubova, a prvak je bio "Bratstvo" iz Borove. 

## Ljestvica
| mj. | klub                     | ut. | pob. | ner. | por. | gol+ | gol- | bod | bod- |
| --- | ------------------------ | --- | ---- | ---- | ---- | ---- | ---- | --- | ---- |
| 1.  | Bratstvo Borova          | 18  | 13   | 3    | 2    | 80   | 23   | 29  |      |
| 2.  | Mladost Naudovac         | 18  | 10   | 6    | 2    | 49   | 24   | 26  |      |
| 3.  | Budućnost Karađorđevo    | 18  | 11   | 4    | 3    | 43   | 25   | 26  | -1   |
| 4.  | Radnički Gaćište         | 18  | 10   | 3    | 5    | 78   | 42   | 22  | -1   |
| 5.  | Banija Sokolac Podravski | 18  | 7    | 2    | 9    | 44   | 59   | 16  |      |
| 6.  | Dinamo Kapela Dvor       | 18  | 7    | 2    | 9    | 34   | 50   | 16  |      |
| 7.  | Viržinija Brezovica      | 18  | 5    | 5    | 8    | 52   | 44   | 15  |      |
| 8.  | Mladost Vukosavljevica   | 18  | 6    | 2    | 10   | 42   | 57   | 14  |      |
| 9.  | Brana Bačevac            | 18  | 2    | 3    | 13   | 27   | 87   | 7   |      |
| 10. | Slaven Detkovec          | 18  | 3    | 2    | 13   | 29   | 66   | 6   | -2   |

- Karađorđevo Gradinsko, također kao Karađorđevo – danas dio naselja Detkovac
- Sokolac Podravski – tadašnji naziv za Vladimirovac

## Rezultatska križaljka
| kratica | klub                     | BAN | BRAN | BRAT | BUD | DIN | MLAN | MLAV | RAD | VIR | SLA |
| --- | ------------------------ | --- | ---- | ---- | --- | --- | ---- | ---- | --- | --- | --- |
| BAN | Banija Sokolac Podravski |     |      |      |     |     |      |      |     |     |     |
| BRAN | Brana Bačevac            |     |      |      |     |     |      |      |     |     |     |
| BRAT | Bratstvo Borova          |     |      |      |     |     |      |      |     |     |     |
| BUD | Budućnost Karađorđevo    |     |      |      |     |     |      |      |     |     |     |
| DIN | Dinamo Kapela Dvor       |     |      |      |     |     |      |      |     |     |     |
| MLAN | Mladost Naudovac         |     |      |      |     |     |      |      |     |     |     |
| MLAV | Mladost Vukosavljevica   |     |      |      |     |     |      |      |     |     |     |
| RAD | Radnički Gaćište         |     |      |      |     |     |      |      |     |     |     |
| VIR | Viržinija Brezovica      |     |      |      |     |     |      |      |     |     |     |
| SLA | Slaven Detkovec          |     |      |      |     |     |      |      |     |     |     |
| |                          |     |      |      |     |     |      |      |     |     |     |
| podebljan rezultat - utakmice od 1. do 9. kola (1. utakmica između klubova) rezultat normalne debljine - utakmice od 10. do 18. kola (2. utakmica između klubova) rezultat nakošen - nije vidljiv redoslijed odigravanja međusobnih utakmica iz dostupnih izvora rezultat smanjen * - iz dostupnih izvora nije uočljiv domaćin susreta prekrižen rezultat - poništena ili brisana utakmica p - utakmica prekinuta 3:0 p.f. / 0:3 p.f. - rezultat 3:0 bez borbe n.i. - nije igrano |                          |     |      |      |     |     |      |      |     |     |     |

 Izvori: